# Rue André-del-Sarte
Ne doit pas être confondu avec Rue Saint-André-des-Arts.
La rue-André-del-Sarte est une voie située dans le quartier de Clignancourt du 18e arrondissement de Paris.

## Origine du nom

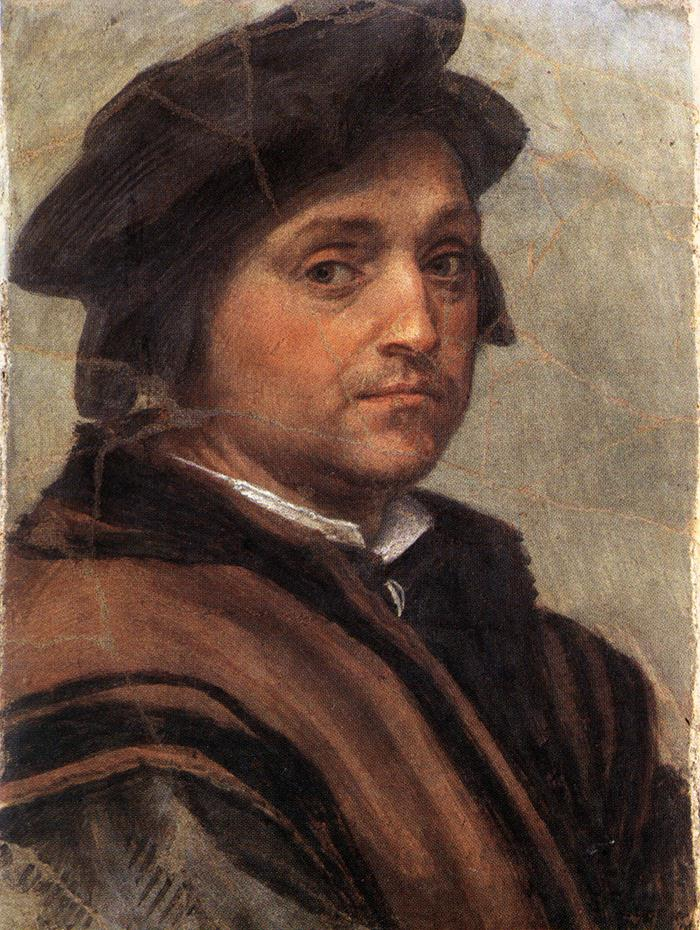
Autoportrait, Andrea del Sarto.

Cette rue porte le nom du peintre italien du XVIe siècle, Andrea Vannucchi dit Andrea del Sarto (1486-1530).

## Historique
Cette ancienne voie de la commune de Montmartre est présente sur les plans antérieurs à 1825 et porte alors le nom de « rue Saint-André », puis « rue Luc-Lambin ». En 1880, elle prend son nom actuel.